# Gaetano Giardino

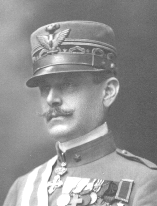
General Gaetano Giardino

Gaetano Giardino (* 24. Januar 1864 in Montemagno, Asti; † 21. November 1935 in Turin) war ein italienischer Marschall und Senator.

## Leben
Giardino absolvierte an der Militärakademie in Turin eine Offiziersausbildung. Im Jahr 1882 wurde er zum Unterleutnant befördert und diente dann bei verschiedenen Bersaglieri-Verbänden. Die Generalstabsausbildung schloss Giardino als Lehrgangsbester ab. Er diente in Italienisch-Ostafrika und nahm am italienisch-türkischen Krieg teil.
Bei Ausbruch des Ersten Weltkriegs wurde Giardino General und kommandierte zunächst eine Division und dann zwei Armeekorps. Es folgte, auf Vorschlag von Luigi Cadorna, eine kurze Dienstzeit als Kriegsminister von Juni bis Oktober 1917, die mit der Ernennung zum Senator verbunden war. Die Lage an der Front hatte er falsch eingeschätzt, wenige Tage nach dem Ausbruch der Schlacht von Caporetto musste die Regierung von Paolo Boselli zurücktreten. Unter Generalstabschef Armando Diaz kehrte Giardino wieder an die Front zurück und übernahm Mitte 1918 die 4. italienische Armee auf dem Monte Grappa, wo er in der Zweiten Piaveschlacht einen österreich-ungarischen Durchbruch ins Tiefland verhinderte.
1926 wurde Gaetano Giardino für seine Verdienste im Ersten Weltkrieg zum Marschall von Italien ernannt. Marschall Giardinos Grab befindet sich auf dem Monte Grappa.